# Erou al Muncii Socialiste
Erou al Muncii Socialiste (în rusă Герой Социалистического Труда, transliterat: Gheroi Soțialisticeskogo Truda) a fost un titlu onorific al Uniunii Sovietice și al statelor din cadrul Pactului de la Varșovia. Acesta a fost cea mai înaltă distincție acordată pentru realizările excepționale în economia națională și în cultură. A avut un statut similar cu titlul de Erou al Uniunii Sovietice, care era acordat pentru fapte eroice, dar care spre deosebire de acesta nu era acordată cetățenilor străini.

## Istoric
Titlul onorific a fost introdus prin decretul Prezidiului Suprem Sovietic al Uniunii Sovietice la 27 decembrie 1938.
Inițial, Eroilor Muncii Socialiste le era acordat cea mai mare decorație a Uniunii Sovietice, Ordinul lui Lenin și un certificat al Prezidiului Suprem Sovietic al Uniunii Sovietice. Pentru ai diferenția pe eroii muncii socialiste de alti beneficiari ai Ordinului lui Lenin, a fost introdusă Medalia de Aur „Secera și Ciocanul” prin decret al Prezidiumului în 22 mai 1940, care însoțea Ordinul lui Lenin și Certificatul.
Primul beneficiar al premiului a fost Iosif Stalin, premiat de Prezidiul Suprem al Uniunii Sovietice în 20 decembrie 1939, dar nu a purtat medalia niciodată, așa cum nu a purtat nici alte zeci de medalii. Al doilea beneficiar al titlului a fost proiectantul de mitraliere Vasili Degtyaryov (2 ianuarie 1940). A treia și ultima oară înainte de Operațiunea Barbarosa), premiul a fost acordat pentru 9 proiectanți de arme, inclusiv Fedor Tokarev, Boris Shitalny, Nikolay Polikarpov, Alexander Takovlev și Vladimir Klimov. După 1945, printre beneficiari au fost Mihail Kalashnikov, Emiliar Bukov, Alexander Tselikov, Dimitri Shostakovich, Nokolai Afanasiev, German Jorbov și Petru Andreevich Tkachev.
Până la 1 septembrie 1971, 16.245 de oameni au primit titlul de Erou al Muncii Socialiste (inclusiv 4.497 de femei). 150 de oameni (inclusiv 25 femei) au prmit de două sau mai multe ori Medalia „Secera și Ciocanul”. În 1991, la disoluția Uniunii Sovietice erau 20.000 de persoane care primiseră titlul.
Printr-un decret din 14 mai 1974 a fost aprobat un Regulament cu privire la titlul de Erou al Muncii Socialiste, în nouă ediție. Dispozițiile acestui regulament specificau că cei care aveau titlul de „Erou al Muncii Socialiste” este cel mai înalt grad de distincție pentru serviciile aduse în domeniul dezvoltării economice, sociale și culturale” și „se atribuie persoanelor care au prezentat acte de eroism în domeniul muncii, în special pentru contribuțiile semnificative la îmbunătățirea eficienței producției sociale, la îmbunătățirea științei, culturii, creșterea puterii și gloriei URSS”. „Statut a introdus o procedură de atribuire a Ordinului Lenin pentru fiecare acordare a medaliei „Secera și Ciocanul”. Din momentul în care o persoană devenea Erou al Muncii Socialiste devenea automat și Erou al Uniunii Sovietice, al țării natale. În plus, regulamentul a aprobat o listă de beneficii ale Eroilor, stabilite ulterior. Una dintre beneficii era construcția unui bust de bronz în orașul natal. 
Rezoluția Prezidiului Sovietului Suprem din 22 august 1988, „privind îmbunătățirile procedurii de atribuire a decorațiilor de stat ale Uniunii Sovietice” medalia de aur „Secera și Ciocanul” a fost abandonată. Eroii Uniunii Sovietice, care erau și Eroi ai Muncii Socialiste, puteau avea la inițiativa organizațiilor publice sau ale organelor de stat puteau avea busturi de bronz. Busturile de bronz ale eroilor în viață nu sunt instalate.
În 1991, titlul de Erou al Muncii Socialiste a fost eliminat împreună cu tot sistemul de premii al URSS.

## Statutul titlului

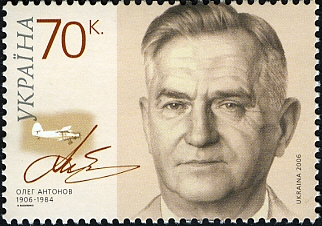
Timbru postal din Ucraina cu Oleg Antonov

Titlul onorific „Erou al Muncii Socialiste” era acordat de Prezidiu cetățenilor care contribuiau la dezvoltarea industrii sovietice, agriculturii, transportului, comerțului, științei și tehnologiei, precum și promovării gloriei și supremației Uniunii Sovietice. 
Eroii Muncii Socialiste care au obținut realizări excepționale au obținut a doua medalie „Secera și Ciocanul” iar in orașele lor de origine urmau să le fie construite busturi de bronz în orașele lor de origine pentru a marca ocazia. Cei care au obținut de trei ori medalia și titlul de Erou al Muncii Socialiste trebuiau să le fie construite busturi în apropierea Palatului Sovietelor dar acest plan nu a fost implementat pentru că Palatul Sovietelor nu a fost construit niciodată.
Doar Prezidiul Sovietului Suprem al Uniunii Sovietice putea să lipsească o persoană de titlul său. Medalia „Erou al Muncii Socialiste”, la fel ca și Medalia Steaua de Aur „Erou al Uniunii Sovietice”, era purtată întotdeauna pe partea stânga a pieptului și în prezența a altor medalii era deasupra lor. După 1991, distincțiile Federației Ruse stau deasupra ei..
Eroii Muncii Socialiste erau de cele mai multe ori imprimați pe timbre poștale ale Uniunii Sovietice și se bucurau de un întreg cult social.

## Descrierea medaliei
Titlul onorific „Erou al Muncii Socialiste” a fost proiectat de artistul A. Pomansky. Medalia Steaua de Aur a Titlului Onorific „Erou al Muncii Socialiste” a fost o stea cu 5 colțuri, cu razele diedre netede pe avers, cu diametrul circular a stelei era de 33.5 mm. În centrul avers se află un ciocan și seceră în relief, de 14 și 13 mm. Aceasta cântărește 15.25 grame.

## În România
În România, titlul onorific „Erou al Muncii Socialiste - RPR” a fost introdus prin Decretul 161 din 1951, modificat prin Decretul Consiliului de Stat nr. 140 din 1971 și a fost abrogat prin legea 7/1998.
Pe lângă titlul de „Erou al Muncii Socialiste” beneficiarul primea și Medalia de Aur „Secera și Ciocanul”, precum și alte privilegii și beneficii, printre care scutire de la plata impozitelor și bonificații în bani. Ca o diferență față de Uniunea Sovietică, acest titlul era acordat în România și unităților teritoriale administrative în special pentru „întrecerile socialiste” și pentru „contribuții deosebite la sporirea producției agricole”